# Пойлово (Ненецкий автономный округ)
Пойлово — урочище в Заполярном районе Ненецкого автономного округа, бывшая деревня Приморско-Куйского сельсовета.
Деревня располагалась на правом берегу реки Печоры в протоке Пойловский шар, в 25 километрах к северо-востоку от Нарьян-Мара и в 11 км к западу от посёлка Красное.

## История
В переписных книгах 1574 года упоминается как одно из угодий Пустозерска — жира в Пойловском шару, куда пустозерцы приезжали «для рыбного и иных промыслов» и имели здесь 2 сарая.
В 1679 году в жире Пойлово было 3 жилых двора и 1 пустой двор. Главным занятием жителей деревни было рыболовство. Богатые заливные луга рядом с деревней позволяли содержать значительное количество домашнего скота, также жители содержали оленей.
По переписи 1782 года, в Пойлово проживали 64 человека; по переписи 1795 года — 75 человек; по переписи 1816 года — 61 человек.
В 1840 году в Пойлово было 6 дворов, в которых проживали 19 человек; в 1846 году — 6 дворов, 18 человек. В 1850 году в деревне проживали 76 человек. В 1866 году в Пойлово проживали государственные крестьяне — 54 человека. Жители деревни разводили крупный рогатый скот, а также лошадей и овец. В деревне было 9 жилых домов, 3 амбара, 2 бани, 6 малых лодок.
В 1876 году в Пойлове проживали 26 человек. В 1888 году жители деревни были заняты промыслом сёмги, речной и озёрной ловлей белой рыбы.
В 1859[уточнить] году в деревне было 5 дворов, в них проживали 25 человек. В 1897 году в Пойлово проживали 5 человек; в 1939 году — 18 человек.
В 1970-х годах жители покинули деревню, переехали в Нарьян-Мар и ближайшие печорские сёла.